# Halles de Châtillon-sur-Chalaronne
Les halles de Châtillon-sur-Chalaronne sont des halles situées dans le centre de Châtillon-sur-Chalaronne, dans le département de l'Ain. 

## Protection
Les halles de Châtillon-sur-Chalaronne font l’objet d’un classement au titre des monuments historiques depuis le 25 juin 1988.

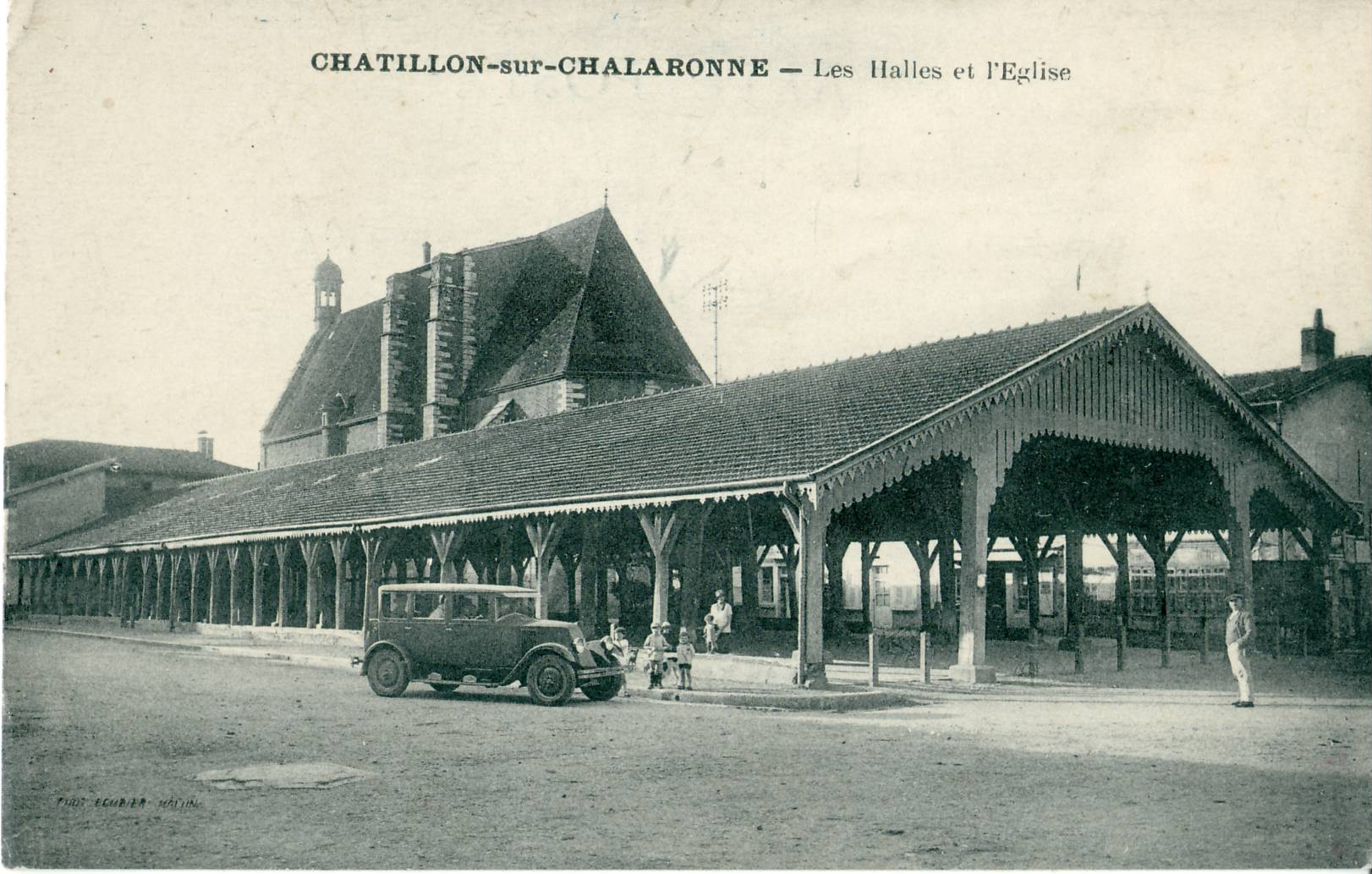
Carte postale ancienne sur laquelle apparaît également l'église de Châtillon-sur-Chalaronne.

## Histoire

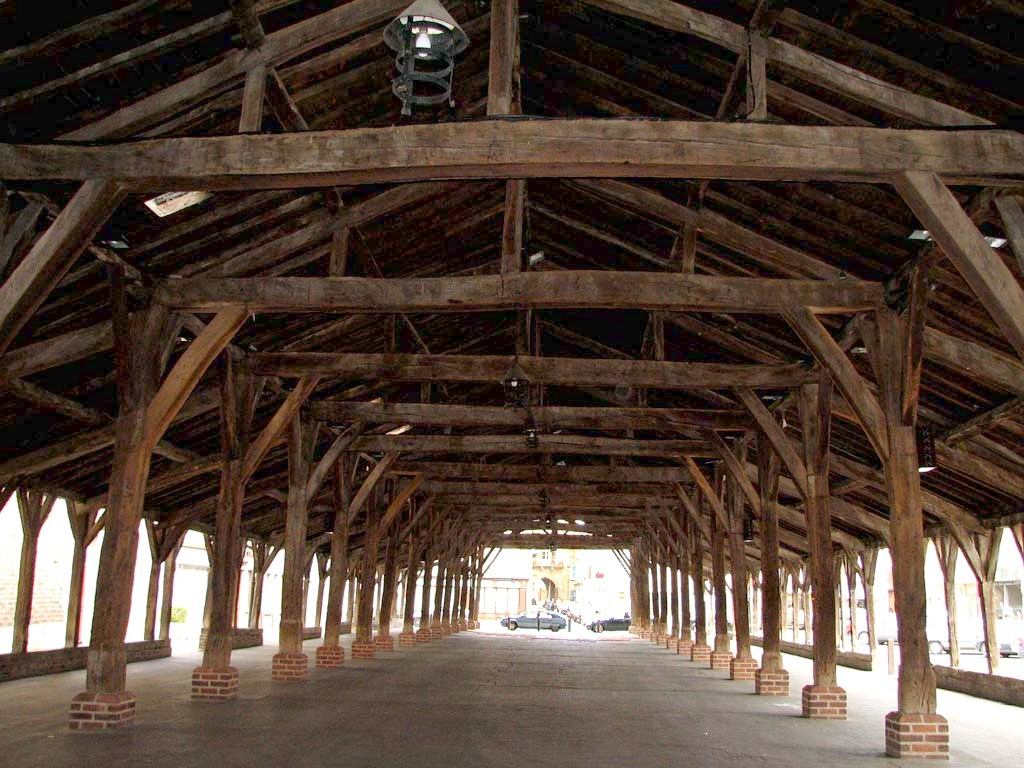
Vue intérieure des halles.

La maison du marché a été remplacée en 1440 par des halles à l’allure de cathédrale : 80 m de long, 20 m de large et 10 de haut. Le bâtiment partagé en trois travées est soutenu par d’énormes piliers de chêne sur lesquels repose la charpente également en chêne.
Détruites en partie en 1670 par un incendie, elles seront reconstruites à l’identique grâce à la générosité de Mlle de Montpensier comtesse de Châtillon, qui autorisa les habitants à prendre le bois nécessaire dans sa forêt de Tanay.
Elles accueillent, tous les samedis matin, le marché aux produits frais et servent de refuge aux manifestations de plein air surprises par les intempéries.
Cet édifice médiéval, l’église Saint-André et les maisons à colombage de la place ainsi que celles de la rue Commerson constituent le cœur de la vieille ville.
Le bâtiment des halles du XVIIe fait l’objet d’un classement au titre des monuments historiques depuis le 14 novembre 1988.